# Helmut Weber
Helmut Weber, född 1936 i Wesel i Tyskland, är en svensk målare och grafiker. 
Han utbildade sig först till dekoratör och kom som sådan 1957 till Göteborg. Som konstnär arbetar han i olja, gouache och som grafiker. Han målar naturalistiska bilder och fångar naturens storslagenhet och vattnets speglingar
Första utställningen hade Helmut Weber 1976 och sedan dess har han ställt ut på olika håll i Sverige, exempelvis Skottorps slott, men också i Tyskland och USA. Weber har bland annat varit med vid utsmyckningen av Billdals kyrka där han har gjort två dörrar med motiv från Billdal.
Han bor sedan en tid tillbaka i Åsa och har ateljé i Göteborg.
I tidningen "Klassika hem & Antik" nr 1 2009 finns ett heminredningsreportage med konst av Helmut Weber.